# Shire of Wongan-Ballidu
Shire of Wongan-Ballidu is een lokaal bestuursgebied (LGA) in de regio Wheatbelt in West-Australië.

## Geschiedenis
Op 10 februari 1887 werd het Melbourne Road District opgericht. Het werd op 18 juni 1926 hernoemd tot het Wongan-Ballidu Road district en ten gevolge de Local Government Act van 1960 op 23 juni 1961 tot de Shire of Wongan-Ballidu.

## Beschrijving
Shire of Wongan-Ballidu is een landbouwdistrict in de regio Wheatbelt. Het is 3.368 km² groot en ligt ongeveer 180 kilometer ten noordoosten van Perth. Er ligt 406 kilometer verharde en 873 onverharde weg.
Tijdens de volkstelling van 2021 telde Shire of Wongan-Ballidu 1.297 inwoners. Iets meer dan 5 % van de bevolking gaf aan van inheemse afkomst te zijn. De hoofdplaats is Wongan Hills.

## Plaatsen, dorpen en lokaliteiten
- Ballidu
- East Ballidu
- West Ballidu
- Burakin
- Cadoux
- Kondut
- Lake Hinds
- Lake Ninan
- Mocardy
- Wongan Hills[3]

## Bevolkingsaantal
| Jaar | bevolkingsaantal |
| ---- | ---------------- |
| 1921 | 666              |
| 1933 | 1.582            |
| 1947 | 1.530            |
| 1954 | 2.048            |
| 1961 | 2.145            |
| 1966 | 2.333            |
| 1971 | 2.243            |
| 1976 | 2.177            |
| 1981 | 2.087            |
| 1986 | 1.922            |
| 1991 | 1.685            |
| 1996 | 1.538            |
| 2001 | 1.503            |
| 2006 | 1.385            |
| 2011 | 1.434            |
| 2016 | 1.331            |
| 2021 | 1.297            |